# Jeu (mécanique)
Pour les articles homonymes, voir Jeu (homonymie).
En mécanique, le jeu est l'espace laissé entre deux pièces assemblées imparfaitement.  Comme il est impossible de réaliser des pièces avec une géométrie parfaite, le jeu est une nécessité dans l'assemblage des éléments d'un mécanisme.  La considération industrielle du problème a produit la notion de tolérancement, qui définit les classes de qualité d'assemblage et fixe les règles de l'emploi du jeu mécanique.
La maîtrise de cette différence de dimensions réelles entre une pièce contenant et une pièce contenue, par exemple, relève des talents du concepteur (pour la décision) et du fabricant (pour la réalisation).

## Jeu dans un assemblage de deux pièces uniquement

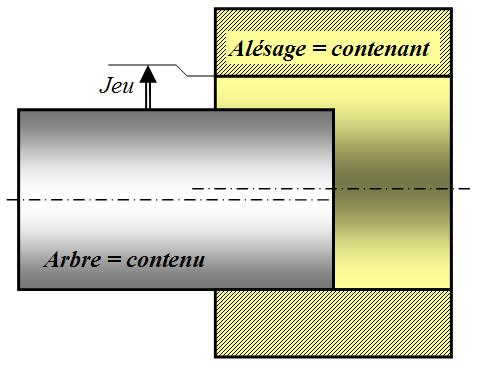
Définition du jeu entre deux pièces

L'assemblage de deux pièces s'emboîtant par des formes complémentaires est appelé ajustement. C'est le cas des gonds d'une porte.  La coïncidence parfaite de ces formes complémentaires ne peut pas être envisagée, même dans le cas d'un travail unitaire (artisanat). Le défaut existe de toute façon, même à très petite échelle. Il existe donc une différence de dimension qu'on appelle le jeu mécanique.
Derrière cette appellation se dégage cependant une connotation industrielle, et c'est dans ce contexte que les différentes notions liées au jeu, et plus particulièrement au tolérancement, prennent leur sens entier.

### Ajustement unitaire

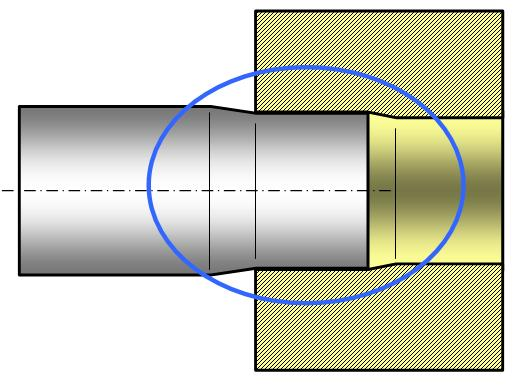
Cas du jeu négatif ou serrage (écarts exagérés).

Avec deux pièces unitaires, si on exclut le cas improbable de l'égalité des dimensions, on observe deux cas d'assemblage:
- avec jeu (positif) : la pièce contenant est, dans l'absolu, plus grande que la pièce contenue, et le montage est alors possible. C'est le cas du tiroir de commode, ou plus précisément d'un piston de moteur dans sa chemise.
- avec serrage : lorsque la pièce contenant est plus petite que la pièce contenue, le montage ne peut se faire qu'après déformation locale des pièces. C'est le cas du bouchon de liège dans le goulot de bouteille, ou de la frette.

### Ajustement de deux séries de pièces

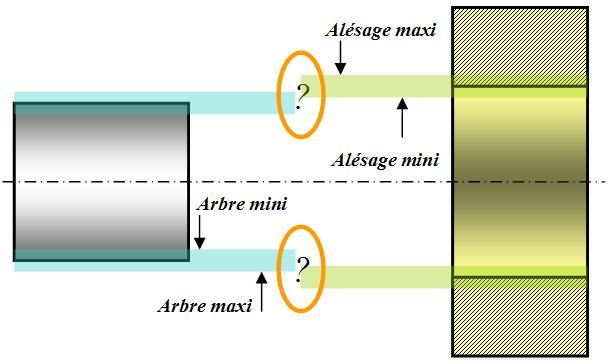
Comparaison des intervalles de tolérance

Si on considère à présent deux séries de pièces, le problème diffère légèrement : chaque pièce admissible a une dimension réelle appartenant à un intervalle de tolérance. De ce fait le montage de deux pièces prises au hasard dans les deux séries (ou population au sens statistique) dépend de la position relative des intervalles de tolérance.
Les intervalles peuvent être disjoints dans un ordre ou l'autre, ou alors se rencontrer.

### Calcul du jeu
Dans le cas d'un ajustement, le jeu est la différence des dimensions des pièces. Si on considère l'incertitude de la dimension de chaque population de pièces, alors le jeu possède également une incertitude.
Par convention, on détermine le jeu comme étant la différence:
{\displaystyle Jeu=D_{alesage}-d_{arbre}}
Le jeu est naturellement positif lorsque l'ajustement est glissant.
Les cotes des pièces étant comprises chacune dans l'intervalle de tolérance, le jeu résultant est de valeur variable. On calcule alors les valeurs extrêmes:
Le jeu min étant alors: {\displaystyle J_{min}=D_{min}-d_{max}} (1)
et le jeu max : {\displaystyle J_{max}=D_{max}-d_{min}} (2)
L'intervalle de tolérance noté IT est l'écart entre les cotes extrêmes admissibles. De ce fait, une soustraction membre à membre des deux équations ci-dessus donne:
{\displaystyle IT_{jeu}=J_{max}-J_{min}=(D_{max}-d_{min})-(D_{min}-d_{max})}
{\displaystyle IT_{jeu}=IT_{alesage}+IT_{arbre}}
Cette équation montre que la qualité d'un jeu, c’est-à-dire son incertitude, doit être partagée entre les deux pièces. Un jeu précis nécessitera des pièces d'autant plus précises.

### Familles d'ajustements

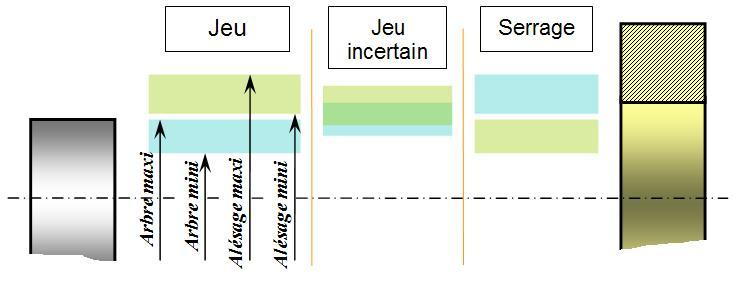
Les 3 types d'ajustements

- avec jeu: pour toute pièce contenant et toute pièce contenue prises dans les deux populations, le contenant est plus grand que le contenu. C'est le cas recommandé pour les guidages qui ne doivent pas coincer.
- serré: pour toute pièce contenant et toute pièce contenue prises dans les deux populations, le contenant est plus petit que le contenu. C'est le cas d'assemblages qui doivent transmettre des efforts. L'embiellage indémontable du moteur de la 2CV Citroën, est obtenu par assemblage serré de pièces plus simples.
- avec jeu incertain: toutes les combinaisons n'aboutissent pas forcément à un jeu de même signe. Ce cas peut poser des soucis lors de l'assemblage à la chaîne. On utilise rarement ce cas, seulement pour des couvercles.

Le travail de normalisation a abouti au système ISO d'ajustements qui fournit un outil pratique de décision prenant en compte la dimension nominale des deux pièces et le type de montage envisagé.
Un ajustement glissant avec jeu minimal est noté « H7g6 » dans le système ISO dit « de l'alésage normal », ou « G6h7 » dans le système « de l'arbre normal ». Notons que cet ajustement est coûteux à réaliser en raison du soin qu'il nécessite ; lorsqu'une telle précision n'est pas nécessaire, on préfère un ajustement de type H8e8 (ou E8h8), ou, s'il faut un jeu important (problèmes de dilatation, portées longues), de type H11d11 (ou D11h11).
Pour le serrage, on utilise en général un ajustement H7h6 (ou H6h7) pour un montage à la main, H7m6 (ou M6h7) pour un montage au maillet et H7p6 (ou P6h7) pour un montage à la presse.
Le tableau ci-après indique l'écart moyen et les écarts extrêmes pour une cote nominale de 10 mm (diamètre de l'alésage et de l'arbre si les pièces étaient parfaites) ; l'écart est calculé par
diamètre de l'alésage - diamètre de l'arbre
il est positif si l'alésage (« le trou ») est plus gros que l'arbre, négatif si l'arbre est plus gros que l'alésage. Les valeurs étant faibles, elles sont exprimées habituellement en micromètres μm.
|                 | Ajustement serré                   | Ajustement serré                  | Ajustement serré                 | Ajustement glissant        | Ajustement glissant          | Ajustement glissant              |
|                 | Montage à la presse (H7p6 ou P6h7) | Montage au maillet (H7m6 ou M6h7) | Montage à la main (H7h6 ou H6h7) | Jeu minimal (H7g6 ou G6h7) | Jeu ordinaire (H8e8 ou E8h8) | Jeu important (H11d11 ou D11h11) |
| --------------- | ---------------------------------- | --------------------------------- | -------------------------------- | -------------------------- | ---------------------------- | -------------------------------- |
| Écart moyen     | -12                                | -3                                | +12                              | +17                        | +47                          | +130                             |
| Écarts extrêmes | (-24 à 0)                          | (-15 à +9)                        | (0 à +24)                        | (+5 à +29)                 | (+25 à +69)                  | (+40 à +220)                     |

Un écart négatif donne bien entendu un ajustement serré : l'arbre étant plus grand que l'alésage, la matière se déforme et se comprime, créant le serrage. Mais un écart positif faible donne également un serrage, en raison de l'adhérence (les atomes de la matière s'attirent entre eux sur de courtes distances).
En usinage conventionnel, on peut au mieux avoir une précision de l'ordre de 0,01 mm ; c'est par ailleurs la précision de mesure que l'on atteint avec les appareils de mesure habituels (alésomètre et micromètre palmer). Nous reproduisons donc le tableau ci-dessus en centièmes de millimètre, afin de prendre la mesure de la difficulté à réaliser les ces ajustements.
|                 | Ajustement serré                   | Ajustement serré                  | Ajustement serré                 | Ajustement glissant        | Ajustement glissant          | Ajustement glissant              |
|                 | Montage à la presse (H7p6 ou P6h7) | Montage au maillet (H7m6 ou M6h7) | Montage à la main (H7h6 ou H6h7) | Jeu minimal (H7g6 ou G6h7) | Jeu ordinaire (H8e8 ou E8h8) | Jeu important (H11d11 ou D11h11) |
| --------------- | ---------------------------------- | --------------------------------- | -------------------------------- | -------------------------- | ---------------------------- | -------------------------------- |
| Écart moyen     | -1                                 | -0                                | +1                               | +2                         | +5                           | +13                              |
| Écarts extrêmes | (-2 à 0)                           | (-2 à +1)                         | (0 à +2)                         | (+1 à +3)                  | (+3 à +7)                    | (+4 à +22)                       |

Les tableaux ci-dessous indiquent les écarts en fonction du diamètre nominal.
| Diamètre nominal (mm) | Jeu minimal (H7g6 ou G6h7) | Jeu ordinaire (H8e8 ou E8h8) | Jeu important (H11d11 ou D11h11) |
| --------------------- | -------------------------- | ---------------------------- | -------------------------------- |
| ∅ ≤ 3                 | 2 à 18                     | 14 à 42                      | 20 à 140                         |
| 3 < ∅ ≤ 6             | 4 à 24                     | 20 à 56                      | 30 à 180                         |
| 6 < ∅ ≤ 10            | 5 à 29                     | 25 à 69                      | 40 à 220                         |
| 10 < ∅ ≤ 18           | 6 à 35                     | 32 à 85                      | 50 à 270                         |
| 18 < ∅ ≤ 30           | 7 à 41                     | 40 à 106                     | 65 à 325                         |
| 30 < ∅ ≤ 50           | 9 à 50                     | 50 à 128                     | 80 à 400                         |
| 50 < ∅ ≤ 80           | 10 à 59                    | 60 à 152                     | 100 à 480                        |
| 80 < ∅ ≤ 120          | 12 à 69                    | 72 à 180                     | 120 à 550                        |
| 120 < ∅ ≤ 180         | 14 à 79                    | 85 à 211                     | 145 à 635                        |
| 180 < ∅ ≤ 250         | 15 à 90                    | 100 à 244                    | 170 à 750                        |
| 250 < ∅ ≤ 315         | 17 à 101                   | 110 à 272                    | 190 à 830                        |
| 315 < ∅ ≤ 400         | 18 à 111                   | 125 à 303                    | 210 à 930                        |
| 400 < ∅ ≤ 500         | 20 à 123                   | 135 à 329                    | 230 à 1 030                      |

| Diamètre nominal (mm) | Montage à la main (H7h6 ou H6h7) | Montage au maillet (H7m6 ou M6h7) | Montage à la presse (H7p6 ou P6h7) |
| --------------------- | -------------------------------- | --------------------------------- | ---------------------------------- |
| ∅ ≤ 3                 | 0 à 16                           | -8 à +8                           | -12 à +4                           |
| 3 < ∅ ≤ 6             | 0 à 20                           | -12 à +8                          | -20 à 0                            |
| 6 < ∅ ≤ 10            | 0 à 24                           | -15 à +9                          | -24 à 0                            |
| 10 < ∅ ≤ 18           | 0 à 29                           | -18 à +11                         | -29 à 0                            |
| 18 < ∅ ≤ 30           | 0 à 34                           | -21 à +13                         | -35 à -1                           |
| 30 < ∅ ≤ 50           | 0 à 41                           | -25 à +16                         | -42 à -1                           |
| 50 < ∅ ≤ 80           | 0 à 57                           | -30 à +19                         | -51 à -2                           |
| 80 < ∅ ≤ 120          | 0 à 57                           | -35 à +22                         | -59 à -2                           |
| 120 < ∅ ≤ 180         | 0 à 65                           | -40 à +25                         | -68 à -3                           |
| 180 < ∅ ≤ 250         | 0 à 75                           | -46 à +29                         | -79 à -4                           |
| 250 < ∅ ≤ 315         | 0 à 84                           | -52 à +32                         | -88 à -4                           |
| 315 < ∅ ≤ 400         | 0 à 93                           | -57 à +36                         | -98 à -5                           |
| 400 < ∅ ≤ 500         | 0 à 103                          | -63 à +40                         | -108 à -5                          |

## Jeu ne constituant pas un ajustement: chaîne de cotes

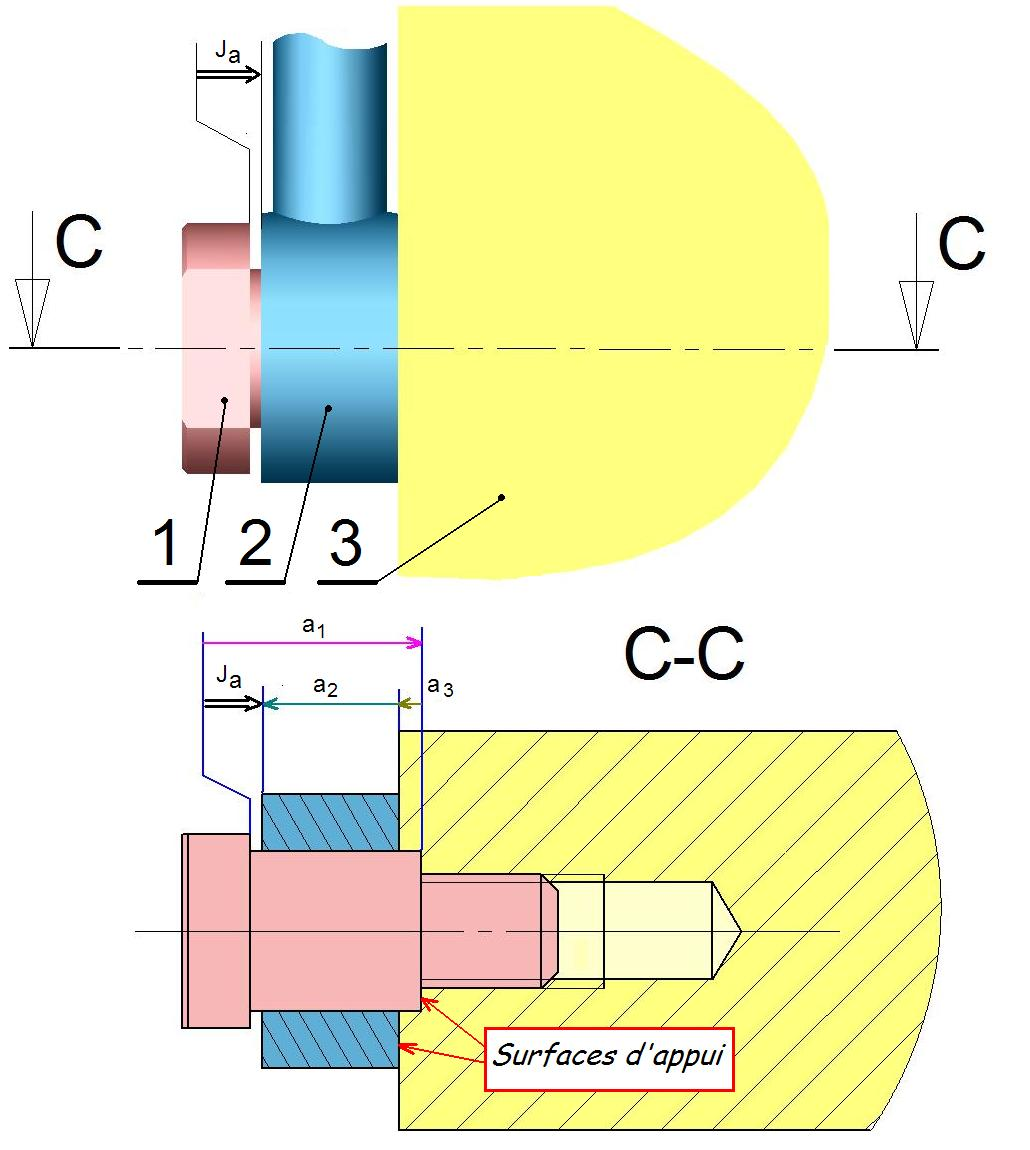
Exemple de jeu dépendant de trois pièces: chaîne de cotes.

### Identification du jeu
L'exemple ci-contre donne la représentation d'un levier (en bleu) articulé sur un bâti (en jaune) par l'intermédiaire d'un axe (en rouge). L'axe est ajusté d'une part avec le levier (ajustement glissant) et le bâti. Dans la direction axiale, il y a aussi nécessité d'un jeu afin que la rotation du levier ne soit pas freinée par d'éventuels frottements. Si le levier est plaqué contre le bâti, ce jeu se dessine à gauche du levier entre son flanc et le dessous de la tête de l'axe. La cote Ja est bien le jeu de la pièce.
Le jeu est une caractéristique dimensionnelle qui s'exprime entre deux surfaces terminales.
Le jeu est l'expression d'une exigence fonctionnelle. Cette exigence fonctionnelle provient soit des fonctions de services, d'adaptation ou d'estime, soit du choix d'une expression d'une des solutions techniques répondant au cahier des charges fonctionnel (voir Analyse fonctionnelle (conception)) :
- fonction d'estime : un jeu important provoque des mouvements aléatoires (« ça branloche ») qui peuvent nuire à l'image de  marque du produit ;
- solution technique : répondre à une fonction impliquant un mouvement guidé (translation, rotation), ou bien impliquant la solidarisation de deux pièces (liaison complète).

L'exigence fonctionnelle donne lieu à une caractéristique soumise à une condition.

## Type de caractéristique
Le jeu est une caractéristique fonctionnelle géométrique (CaFG). Elle est soumise à une condition fonctionnelle géométrique uni limite (CFG), >, ≥, < ou ≤.
Il ne faut pas confondre la CaFG et la CFG.
La condition fonctionnelle (CF) est bilimite ; elle encadre la CaFG.
Remarque historique : 
La norme NF E 04-550 de mars 1983, retirée du catalogue AFNOR traite des chaînes de cote. 
La cote condition est l'expression de la caractéristique dimensionnelle entre les deux surfaces nominales.
La CAE est la condition d'aptitude à l'emploi. Elle est équivalente à la définition de la CFG.
Une CAE autre que dimensionnelle existe. Elle peut être une force, une pression. Elle provient exclusivement des fonctions issues du cahier des charges fonctionnel. 
Une CAE donne lieu ou pas à une CFG.
Il existe des conditions qui ne proviennent pas du cahier des charges fonctionnel. Elles dépendent strictement du choix d'une des solutions techniques possibles. Elles sont strictement dimensionnelles (CFG).

### Représentation vectorielle
Ce jeu axial peut se représenter par un vecteur, dont la norme est la distance entre les deux faces des pièces concernées. Par convention, on oriente vers la droite ou vers le haut les vecteurs jeu. Afin de le distinguer des autres cotes (relatives à une pièce) il est marqué d'un trait double.

### Chaîne de cotes
L'objectif de l'étude est la détermination des éléments ayant une influence sur le jeu, donc sur sa maîtrise. Dans un cas aussi simple cela n'est pas trop difficile:
- si le levier est plus épais alors le jeu diminue.
- si la longueur de l'axe augmente, alors le jeu aussi.
- si la profondeur du lamage du bâti augmente, l'axe pénétrant plus à l'intérieur le jeu diminue.

Dans un mécanisme plus complexe, la détermination n'est pas toujours aussi simple. Le recours à la chaîne de cote est la démarche univoque permettant de désigner les cotes de pièces ayant une influence sur le jeu. L'idée est la suivante: si le mécanisme est correctement tassé, c’est-à-dire avec toutes les pièces calées par contact franc, le jeu est concentré en un seul endroit. Ainsi, en passant de surface d'appui en surface d'appui, on peut parcourir un chemin depuis l'origine du vecteur jeu jusqu'à son extrémité.
En partant de la base du vecteur, située ici sur une face de l'axe, on cherche une autre face de l'axe en appui avec une autre pièce. Ici on tombe sur le fond du lamage, frontière commune avec le bâti. On recherche alors une autre surface d'appui du bâti avec une autre pièce, en l'occurrence le levier dont une face est à l'extrémité du jeu. Apparaissent alors trois maillons d'une chaîne constitués chacun d'une cote unique de chaque pièce. L'orientation des maillons n'est pas anodine et correspond à l'approche intuitive précédente :
- les cotes orientées vers la droite (sens positif du jeu) font augmenter le jeu.
- les cotes orientées vers la gauche (sens négatif) font diminuer le jeu.

Dans des cas plus compliqués la solution n'est pas toujours aussi triviale. Cependant elle existe toujours et est unique. La recherche des surfaces d'appui est le seul recours y menant systématiquement. S'il n'y a pas d'appui au bout de la cote, c'est qu'elle ne fait pas partie de la chaîne. Dans ces conditions, chaque pièce ne peut intervenir qu'une seule fois au plus. Parfois il est plus pratique de prendre la chaîne à l'envers. Cela ne pose aucun problème puisque l'orientation des maillons est liée à celle du jeu.
Par souci de clarté, le jeu est repéré par la lettre J indicée ({\displaystyle J_{a}} sur l'exemple). Les cotes sont alors nommées a avec, en indice, leur repère sur le plan d'ensemble ({\displaystyle a_{1}}, {\displaystyle a_{2}}, {\displaystyle a_{3}}).
Si le jeu traduit une condition de fonctionnement du mécanisme, chaque cote est alors un élément de cotation fonctionnelle de la pièce, et fait lors l'objet d'une attention plus serrée qu'une simple cote dimensionnelle.

### Relations mathématiques
Les éléments de la chaîne sont des vecteurs colinéaires. On peut donc les projeter sur leur direction commune, ce qui donne une équation. Par convention, les cotes sont positives (sens pratique d'une dimension réelle). Le jeu lui-même est positif, ce qui borne naturellement l'étude.
De l'équation vectorielle : {\displaystyle {\vec {J_{a}}}={\vec {a_{1}}}+{\vec {a_{2}}}+{\vec {a_{3}}}}
on obtient la relation : {\displaystyle J_{a}=a_{1}-a_{2}-a_{3}}
Comme dans le cas de l'ajustement, les cotes ne sont pas des dimensions exactes fixes, mais aux valeurs appartenant à un intervalle de tolérance. Il en découle que le jeu possède lui aussi son intervalle de tolérance.
On détermine alors le jeu maximal lorsque les cotes orientées positivement sont au maximum, et les cotes orientées négativement au minimum :
(1) {\displaystyle J_{a}max=a_{1}max-a_{2}min-a_{3}min}
De même le jeu minimal est obtenu lorsque les cotes orientées positivement sont au minimum, et les cotes orientées négativement au maximum :
(2) {\displaystyle J_{a}min=a_{1}min-a_{2}max-a_{3}max}
En soustrayant membre à membre les deux relations précédentes, on obtient une relation sur les intervalles de tolérance :
(1)-(2) {\displaystyle IT_{Ja}=IT_{a1}+IT_{a2}+IT_{a3}}
Il en résulte que, comme dans le cas de l'ajustement, l'incertitude du jeu est la somme des incertitudes des pièces. Lorsqu'un jeu dépend d'un nombre de pièces trop grand, il n'est pas possible de lui garantir une grande précision, qui serait décuplée une fois reportée sur les pièces.

## Considération du jeu dans la modélisation des liaisons
La modélisation des liaisons mécaniques s'appuie d'abord sur l'analyse de la géométrie de contact entre deux pièces. Dans un premier temps, lorsque les géométries sont considérées parfaites, on obtient un premier modèle présentant un certain nombre de degrés de liaison ; ce modèle suppose un ajustement « glissant sans jeu », la liaison modélisée est dite « idéale ».
Si l'on est en présence d'un jeu plus important, certains degrés de liaison disparaissent. Cela revient à considérer que les pièces flottent dans cet espace rendu disponible par le jeu. Si l'on veut modéliser correctement le comportement du système, il faut alors utiliser une autre liaison idéale que celle obtenue par l'analyse initiale. En particulier, pour avoir des machines performantes, il faut s'assurer que le mécanisme est conçu pour assurer aux pièces des positions exploitant ces jeux (alignements corrects).

Liaison annulaire théorique et solution par assemblage cylindrique avec jeu

Ainsi, une liaison obtenue par emboîtement, sans jeu, de deux cylindres complémentaires parfaits, constitue une liaison pivot glissant ; on parle de « centrage long ». Si on ajoute un jeu radial à cet ajustement, et qu'on diminue la longueur de portée, alors les deux cylindres peuvent se déplacer latéralement (mais cela reste imperceptible) et obliquer par rapport à la direction de l'axe. La liaison idéale qu'il faut utiliser pour modéliser l'assemblage est alors la liaison linéaire annulaire, et l'on parle de « centrage court ».
Le choix d'une liaison idéale est important lors de l'étude statique des mécanismes. Elle élimine d'emblée des inconnues de liaison, et permet ainsi de mener des calculs corrects.

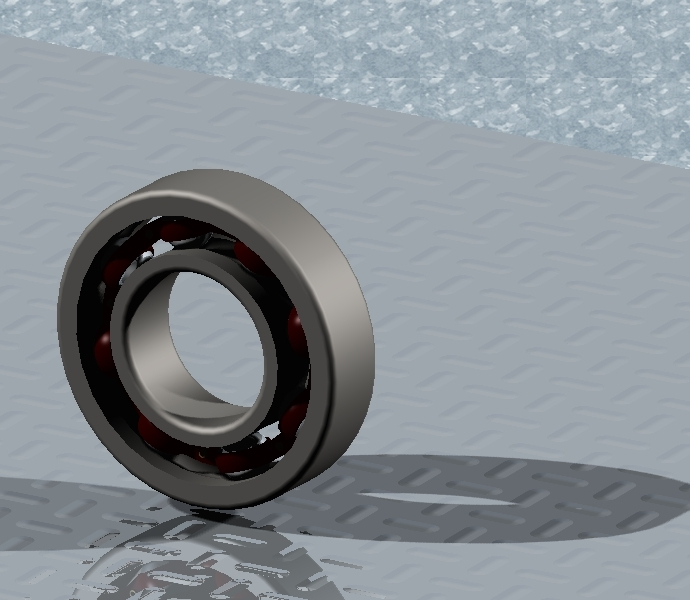
Roulement à une rangée de billes

De même, et contrairement aux apparences, les roulements à billes rigides à une rangée de billes constituent une liaison rotule entre leurs bagues intérieure et extérieure. Du fait du jeu réel entre les billes et les bagues, un déversement (ou rotulage) est possible et cependant très faible. Le montage du roulement dans un système mécanique doit garantir que le roulement fonctionne normalement sans atteindre la butée du déversement qui conduirait à un endommagement prématuré. Cela suppose les portées des roulements suffisamment coaxiales. Mais ce rotulage permet de pallier des défauts de faibles coaxialité résultant des imperfections de fabrication. Ainsi, un arbre guidé par deux roulements de ce type, est tenu au bâti par une liaison pivot, qui sera considérée comme l'association de deux rotules ou d'une rotule et une annulaire suivant les options de montage (arrêt axiaux des bagues).

## Approche multidimensionnelle
L'ensemble de l'article traite le cas de jeux unidimensionnels (déplacement des pièces en translation suivant une seule direction). La prise en compte de jeux multidimensionnels fait intervenir les mêmes outils mathématiques que ceux employés en mécanique du solide (déplacement suivant les 6 degrés de liberté). De par la complexité des calculs, ces considérations sont le plus souvent traitées empiriquement.

### Chaîne spatiale de cotes
- graphes de liaisons
- surfaces